# عجوقة هجينة
عجوقة هجينة (الاسم العلمي:Ajuga hybrida) هي نوع نباتي يتبع جنس العجوقة من فصيلة الشفوية.